# Platanochóri
Platanochóri är en ort i Grekland.   Den ligger i prefekturen Chalkidike och regionen Mellersta Makedonien, i den nordöstra delen av landet, 290 km norr om huvudstaden Aten. Platanochóri ligger 203 meter över havet och antalet invånare är 127.
Terrängen runt Platanochóri är kuperad åt sydväst, men åt nordost är den platt. Runt Platanochóri är det ganska glesbefolkat, med 21 invånare per kvadratkilometer. Närmaste större samhälle är Polýgyros, 19,0 km söder om Platanochóri. 